# サンドリンガム時間
サンドリンガム時間（サンドリンガムじかん、Sandringham time）とは、イギリス国王エドワード7世が始めた、別邸サンドリンガム・ハウス内における変わった習慣の名前である。これは、敷地内での時刻をグリニッジ標準時から30分進める(UTC+0:30)というもので、1901年から1936年まで実施されていた。なお、サンドリンガムの経度は東経0度31分であり、UTC+0:30はサンドリンガムにおける地方平均時というわけではない。
アレクサンドラ王妃がいつも時間に遅れていたために始めたという噂もあるが、実際には、冬季の狩りの時間を少しでも長くするためであった。エドワード7世は、敷地内の時計は全てグリニッジ標準時より30分早くするように命じた。その後、ウィンザー城とバルモラル城でも同じ習慣が始められた。
サンドリンガム時間は、エドワード7世の死後、息子のジョージ5世の時代にも行われた。しかし、この「時差」に起因する混乱が次第に問題となったため、ジョージ5世の死後、その跡を継いだエドワード8世はその短い治世の間にこの習慣を廃止した。その後のジョージ6世、エリザベス2世とも、この習慣を復活させることはなかった。